# Yang Bin (empresario)
Yang Bin (en chino tradicional, 楊斌; Nankín, 1961) es un empresario chino-neerlandés, que en 2001 fue clasificado por la revista estadounidense Forbes como la segunda persona más rica de China. Se hizo mundialmente notorio después de que en 2002 fuera arrestado en su mansión por un caso de evasión de impuestos, revelando un plan secreto de Corea del Norte de crear una zona de libre comercio en la frontera con China.
En septiembre de 2002, el Gobierno de Pionyang eligió a Bin para liderar el desarrollo de la recién inaugurada Región administrativa especial de Sinuiju, en la parte más occidental de la frontera con China (cerca de la desembocadura del río Yalu en el mar Amarillo). Aquello no gustó al régimen chino, y menos aún los planes norcoreanos para desarrollar una zona fronteriza de carácter especial a sus espaldas. Su detención por delitos fiscales, aunque no carente de mérito, fue motivada por dicho proyecto y tuvo como propósito ponerle fin. En 2003 fue sentenciado a 18 años de prisión, de los que cumplió una quincena.

## Biografía
Yang Bin nació en Nankín en 1961. A la edad de 5 años perdió a sus padres, y fue criado por su abuela y algunos familiares. Tras completar los estudios de bachillerato en su ciudad natal, se incorporó al Ejército Popular de Liberación chino, donde se graduó del curso de oficiales de las fuerzas terrestres.
Sin embargo, su carácter emprendedor le motivó a dejar el ejército y, en 1987, con 26 años, emigró a Países Bajos, adentrándose en el mundo de los negocios hasta llegar a tener en propiedad una fábrica de textil en Róterdam, mostrando un interés cada vez mayor por el mundo de la agricultura desde la perspectiva empresarial. Por aquel entonces obtuvo también la nacionalidad neerlandesa, y poco después (en 1995) regresó a China, donde emprendió su primera granja de orquídeas en Shenyang, empleando modernas técnicas hortícolas que importó de Países Bajos, y que en poco tiempo resultaría ser un negocio muy lucrativo.
En los años siguientes, la fortuna de Bin se fue aumentando exponencialmente, con sucesivas inversiones en granjas agrícolas y proyectos inmobiliarios, llegando a tener en propiedad numerosas posesiones en el ámbito de la horticultura y los bienes raíces, con participaciones mayoritarias en la Euro-Asia Agricultural Holdings y el Holland Village, en Shenyang. Este último fue su proyecto estrella y el negocio con el que más estaría identificado, tanto en China como en Países Bajos, y cuya adquisición y gestión serviría más tarde al Gobierno chino como cargo principal en su contra. Se trata de un complejo de 220 hectáreas, de temática neerlandesa, desarrollado a las afueras de la ciudad.

### Proyecto Sinuiju
A principios del siglo XX, el entonces líder norcoreano Kim Jong-il se mostraba muy interesado por los avances agrícolas que se daban en esa época. En una visita a China, acudió a unas instalaciones agrícolas cerca de Shanghái y se quedó impresionado por el empleo de la tecnología en este campo. A su regreso a Corea ordenó una «caza de talentos» internacional con la intención de importar este tipo de conocimientos a la agricultura local. Aunque se desconoce el momento en el que llegó a conocer a Yang Bin, lo cierto es que al margen de la impresión que le podrían haber causado sus granjas de orquídeas, el empresario chino también había inyectado inmensas cantidades de dinero en el país vecino (se estima un total de 100 millones de dólares de capital), lo cual habría coadyuvado a que el líder norcoreano le considerara candidato ideal para liderar el proyecto que tenía en mente. Las relaciones entre ambas personas llegaron a ser tan estrechas, que Bin recibía el apodo de «hijo adoptivo de Kim» en círculos internos.
El ambicioso (y entonces secreto) plan del líder coreano era crear una región en la frontera con China al estilo de Hong Kong (salvando las distancias), en la que se implantaría un sistema más bien occidental, y por tanto en contraste con los regímenes chino y norcoreano. Esta región, aparte de estar libre de impuestos en lo referente a la industria agrícola y otros productos de interés nacional, emplearía en cierto modo la forma de vida de los países desarrollados, y hasta utilizaría el dólar estadounidense como moneda principal y el yen japonés como moneda de apoyo. Se llegó a referirse a la fórmula que se emplearía en la región como «un país, dos sistemas».
Cuando Yang Bin fue elegido para liderar el proyecto —cumpliendo por tanto funciones de dirigente de la región, un cargo político en toda regla—, este exigió como condición que Sinuiju gozara de un estatus de autonomía especial (hasta entonces inexistente en Corea del Norte), y que fuera dirigido por extranjeros. El régimen coreano aceptó las condiciones. Para reforzar la alianza regional con el país que él consideraba primordial para el éxito del proyecto, Bin planeó que la región sirviera de puerta de entrada al mercado japonés; con este fin nombró a un «embajador» ante Japón al margen de las relaciones diplomáticas entre ambos países. Él mismo visitó el país nipón en octubre de 2002 —aprovechando la Declaración de Pyongyang Japón-RPDC firmada en la cumbre de ese año entre Kim Jong-il y el primer ministro japonés Jun'ichirō Koizumi en la capital norcoreana— para asegurarse el apoyo del Gobierno y el sector empresarial japoneses.
Todas estas acciones se llevaron a cabo a espaldas de China, que ya a principios de 2002 albergaba sospechas sobre las intenciones de Kim Jong-il. Cuando los chinos se enteraron del proyecto, se pusieron furiosos. El hecho de planear una región a su frontera inspirada por el modelo de Hong Kong (entonces territorio británico de ultramar), el traspaso de gran cantidad de fondos de China al país vecino, el cortejo a Japón (un país ideológica y políticamente contrario a China) y la intención de nombrar a un ciudadano chino para un cargo político de importancia en Corea del Norte, propiciaron que los chinos vieran la operación entera como una traición. Según expertos en el caso, a partir de ese punto los chinos se esforzaron por encontrar la manera de aplastar el proyecto de Sinuiju, y que la forma más directa era deshacerse legalmente de Yang Bin.
Según algunos analistas, la supresión del proyecto de la región especial provocó a la postre que el régimen norcoreano redirigiría su atención a otra industria, la de la energía nuclear y, a través de ella, a las armas nucleares; y que es posible que una región tan «occidentalizada» en la frontera entre dos países con regímenes como el chino y el norcoreano, si hubiera tenido éxito, podría haber dado paso a otro paradigma de las relaciones internacionales en esta parte del mundo.

### Imputación y encarcelamiento
A finales de octubre de 2002, Bin fue arrestado por las autoridades chinas y luego puesto bajo arresto domiciliario, hasta que en noviembre de ese año fue imputado de seis cargos de evasión fiscal.
En julio de 2003, fue sentenciado a 18 años de prisión y al pago de 2,3 millones de renminbi. Gran parte de los cargos guardaban relación con el Holland Village y el terreno sobre el cual fue desarrollado, ya que este había sido adquirido con fines agrícolas y no inmobiliarios ni para la industria del ocio. Muchos, sin embargo, veían en las acusaciones un modo de persecución contra su persona, alegando que el Gobierno chino conocía el uso que se le daba al terreno desde hacía años, pero que no había actuado hasta inmediatamente después de conocerse los datos del proyecto norcoreano. Hay quienes consideran además que la publicación de Forbes, posicionando a Bin como la segunda persona más rica de China, no siendo afín político al régimen de Pekín, también repercutió en su imputación. Si bien se demostró la existencia de una notable corrupción en la gestión de las cuentas, no era algo excepcional en China en este ámbito.
Durante sus años en prisión, el Gobierno norcoreano intentó conseguir su excarcelación en varias ocasiones, también en tiempos de bonanza en las relaciones entre ambos países, pero sin éxito.

### Actualidad
Tras cumplir más de 15 años prisión, Bin fue puesto en libertad el 26 de septiembre de 2016.
Se vio en público por primera vez tras su excarcelación en Taiwán, donde, según informaciones, sigue empeñado con la idea de la región de Sinuiju, intentando atraer a inversores y figuras políticas al proyecto. Se ha publicado que se había reunido con la alta clase empresarial del país isleño, incluyendo el influyente Liu Tai-ying, un empresario prooccidental, quien fue consejero político especial del presidente y, posteriormente, presidente de la China Development Financial Holding Corporation.